# Силкворт, Уильям Дункан
Уильям Дункан Силкворт (англ. William Duncan Silkworth; 1873 — 1951) — американский врач и специалист по лечению алкоголизма. Занимал должность директора больницы Чарльза Б. Таунса лечения наркозависимости и алкоголизма в Нью-Йорке в 1930-х годах. В ней проходил лечение Билл Уилсон — будущий соучредитель Анонимных алкоголиков (АА). Силкворт оказал глубокое влияние на Уилсона и побудил его осознать, что алкоголизм — это нечто большее, чем просто проблема моральной слабости. Он познакомил Уилсона с идеей, что алкоголизм имеет патологическую, схожую с болезнью основу.
Уильям Силкворт написал эти письма в главе под названием «Мнение доктора» в книге « Анонимные алкоголики». За свою карьеру доктор Силкворт лечил более 40 000 алкоголиков и считался одним из ведущих мировых экспертов в этой области. Что особенно важно, он описал бессилие алкоголика перед одержимостью его ума, заставляющей человека пить, и повышенной чувствительностью тела, обрекающей на сумасшествие или смерть. Силкворт заметил, что алкоголики могут выздороветь, если добьются существенного психического изменения с помощью некой «Высшей Силы».
Силкворт похоронен на кладбище Гленвуд в Уэст-Лонг-Бранч, штат Нью-Джерси.